# Булатович, Таня
Таня Булатович (1964, Титоград — 24 февраля 2013, Белград) — сербская писательница, переводчик, сценарист, журналистка и военный репортёр. Кроме всего, переводила Хаксли, Набокова, Джойса и Уайльда на сербский.

## Биография
Изучала английский язык и литературу на философском факультете в г. Никшич, а югославскую литературу и сравнительное литературоведение на филологическом факультете Белградского университета. Работала на телевидении Подгорицы. Некоторое время жила в Лондоне, но вернулась в Сербию, чтобы с 1992 по 1994 быть военным репортёром в Хорватии и Боснии и Герцеговине. Работала в качестве сценариста в двух фильмах[какие?], произведённых на черногорском телевидении, один из которых («Da Capo») награждён на фестивале в Неуме.
Наряду со своими собственными художественными произведениями, перевела с английского пятнадцать книг, некоторые из которых стали частью наследия сербского языка. Это произведения таких писателей, как Владимир Набоков, Нортроп Фрай, Тимоти Финдли, Оскар Уайльд, Джеймс Джойс, Oлдос Хаксли, Уильям Батлер Йейтс. Была составителем книги об американской рэп-звезде Eminem.
Таня была членом Ассоциации писателей Сербии, Ассоциации литературных переводчиков Сербии, и Ассоциация журналистов Сербии. Жила в Белграде.

## Произведения

### Романы
- «Самоучитель по шахматам для беременных», Студенческий культурный центр, Белград, в 1996 году.
- «Любовники черешневого дерева», «Принцип прессы», Белград, 2012 г.

### Рассказы
- «Спустя годы» , KC «Свети Сава», Подгорица, 2000 г.

### Переводы
- Владимир Набоков, «Очерки о Джойсе» — Белград, Студенческий культурный центр, 1996.
- Жаклин Д. Вулли, «Фантазия», издание Журнала «Психология в мире» — Белград, «Искусство Пресс».
- Нортроп Фрай, «Йейтс и язык символизма — Белград, НИП „Литературное слово“, 1999.
- Нортроп Фрай, „Поэтическая мифология“ — Белград, НИП „Литературное слово“, 1999.
- Эн Бертлот, Король Артур: Рыцарство и Легенда» — Белград, Студенческий культурный центр, 1999.
- Eminem, составила, перевела и опубликовала Т. Булатович — Белград, 2003
- Роберт Грейвс, «Царь Иисус» — Белград, «Алнари», 2003
- Х. К. Бахру, «Естественного лечение» — Белград, «MS-LAR», 2004.
- Тимоти Финдли, «Странник» — Белград, «Алнари» и «Альба Graeca», 2004.
- Владимир Набоков, «Улисс — эссе о Джойсе» — Белград, «ННК Internacional», 2004.
- Олдос Хаксли, «Олдос Хаксли, выращивание вечности» — Белград, «Аркадия», 2005.
- Оскар Уайльд, «Письма из тюрьмы; Де Profundis» — Белград, «Саломея», «ННК Internacional», 2006. С английского — Т. Булатович, с французского — Ясна Митич.
- Владимир Набоков, «Очерки, 1» — Белград, «ННК Internacional», 2006 (тема: Марсель Пруст, Франц Кафка)
- Владимир Набоков, «Очерки, 2» — Белград, «ННК Internacional», 2006 (тема: Джейн Остин, Чарльз Диккенс)